# Битка при Утика (49 пр.н.е.)
Битката при Утика (49 пр.н.е.) се състои при град Утика в Северна Африка по време на гражданската война на Юлий Цезар между генерала на Юлий Цезар Гай Скрибоний Курион и нумидската кавалерия на цар Юба I от Нумидия и командир Публий Атий Вар. Курион побеждава.